# Луазо, Бернар

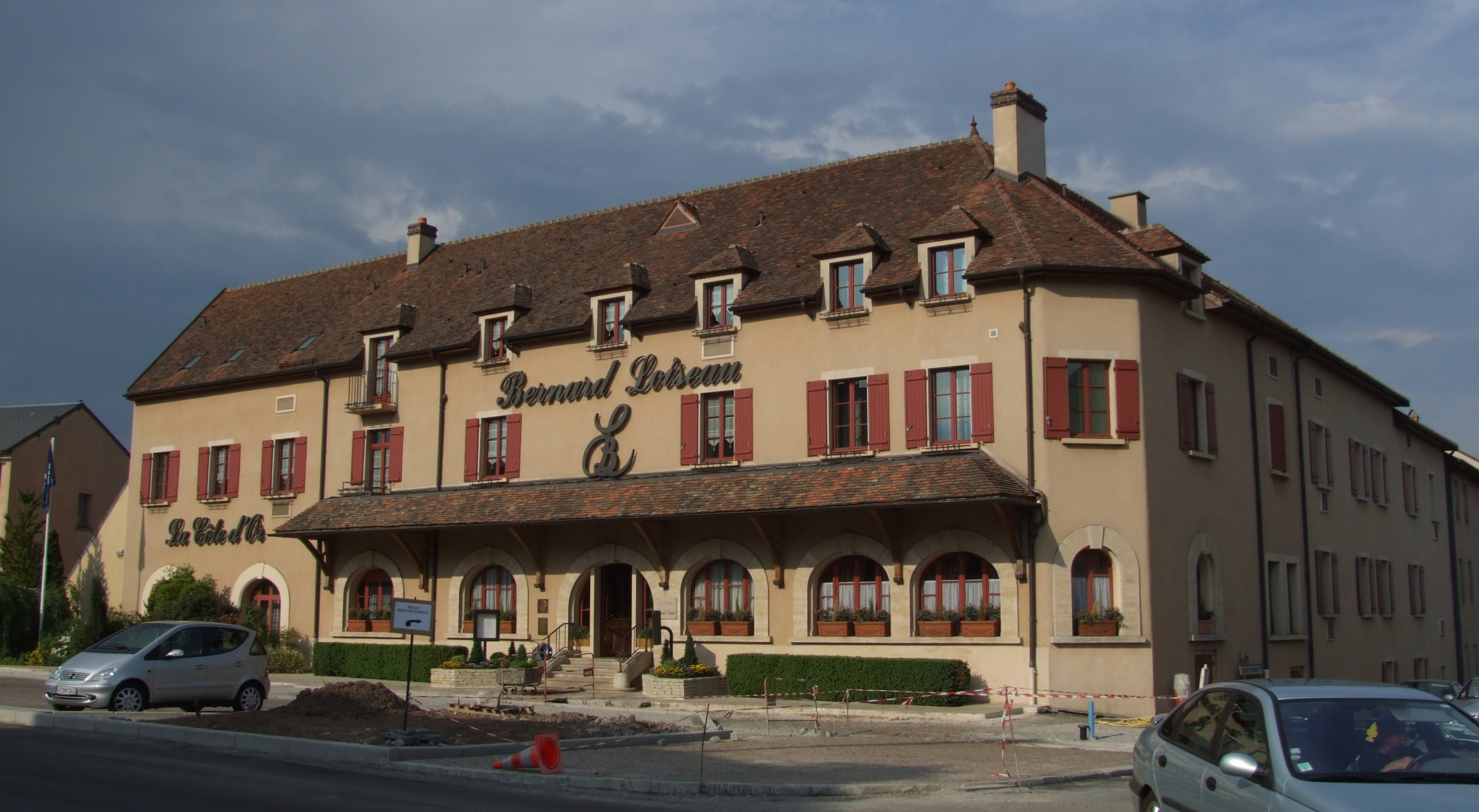
Знаменитый ресторан Луазо в Сольё.

Бернар Луазо (фр. Bernard Loiseau; 13 января 1951, Шамальер, Пюи-де-Дом — 24 февраля 2003, Сольё, департамент Кот-д’Ор) — ведущий французский шеф-повар, кавалер ордена Почётного легиона, который покончил с собой на фоне ложных слухов о возможном снижении рейтинга его ресторана гидом Мишлен с трёх до двух звёзд.
В 1980-е и 1990-е он был самым видным защитником традиционной французской кухни не только во Франции, но и за её пределами. Удар по его популярности нанесло распространение синтетической «интернациональной кухни» (fusion cuisine), зародившейся в странах Дальнего Востока. Луазо не переставая критиковал это поветрие, вследствие чего многие стали считать его старомодным, а влиятельный гид Gault Millau понизил рейтинг его ресторана с 19 до 17 пунктов. Вскоре после этого Луазо выстрелил из ружья себе в рот.

## Память
В мультфильме «Рататуй» производства студии Pixar один из второстепенных героев, шеф-повар Огюст Гюсто (фр. Auguste Gusteau), был создан на основе образов двух знаменитых шеф-поваров — Бернара Луазо и Поля Бокюза.